# Großer Preis von Australien 2005
Der Große Preis von Australien 2005 (offiziell 2005 Formula 1 Foster’s Australian Grand Prix) fand am 6. März auf dem Albert Park Circuit in Melbourne statt und war das erste Rennen der Formel-1-Weltmeisterschaft 2005.

## Berichte

### Hintergrund
Nur sieben Fahrer fuhren für das gleiche Team wie in der vorherigen Saison 2004: Michael Schumacher, Rubens Barrichello, Jenson Button, Takuma Satō, Kimi Räikkönen, Fernando Alonso und Felipe Massa.
Olivier Panis, Marc Gene, Ricardo Zonta, Cristiano da Matta, Zsolt Baumgartner, Gianmaria Bruni und Giorgio Pantano fanden kein Cockpit für die Saison oder beendeten ihre Karriere.
Mit Christijan Albers, Tiago Monteiro, Patrick Friesacher und Narain Karthikeyan, dem ersten indischen Formel-1-Fahrer, gab es vier neue Fahrer. Außerdem kehrte Jacques Villeneuve nach etwa einem Jahr Abwesenheit zurück in die Formel 1.
Als amtierender Weltmeister ging Michael Schumacher in die Saison, dieser hatte sich die letzten fünf Jahre in Folge den Titel gesichert.
Mit Michael Schumacher (dreimal) und David Coulthard (zweimal) traten zwei ehemalige Sieger zu diesem Grand Prix an.

### Training
Die letzten sechs Teams der Konstrukteursmeisterschaft 2004 waren berechtigt am Freitag im freien Training ein drittes Auto einzusetzen. Diese Fahrer fuhren am Freitag, traten aber weder im Qualifying noch im Rennen an. Pedro de la Rosa (McLaren-Mercedes), Vitantonio Liuzzi (Red Bull), Zonta (Toyota) und Robert Doornbos (Jordan) nahmen in dieser Funktion an den Freitagstrainings teil.
Im ersten freien Training am Freitag war Liuzzi mit 1:25,967 Minuten der Schnellste vor de la Rosa und Zonta. Das zweite freie Training am Freitag gewann de la Rosa mit 1:25,376 Minuten vor Räikkönen und Nick Heidfeld.
Im dritten freien Training am Samstag war Michael Schumacher mit 1:40,540 Minuten der Schnellste vor Barrichello und Räikkönen. Das vierte und letzte freie Training am Samstag entschied dann Räikkönen mit 1:27,297 Minuten für sich, gefolgt von Alonso und Juan Pablo Montoya.

### Qualifikation
Im ersten Qualifikationsdurchgang am Samstagnachmittag fuhr Giancarlo Fisichella im Renault die beste Rundenzeit. Jarno Trulli und Mark Webber folgten auf den Plätzen 2 und 3. Titelverteidiger Michael Schumacher landete in diesem Durchgang nur auf dem 19. Platz.
Im zweiten Qualifikationsdurchgang am Sonntagvormittag fuhr Mark Webber die schnellste Runde vor Fisichella und Coulthard. Michael Schumacher fuhr in diesem Durchgang gar keine Runde. Nach Addition der Rundenzeiten aus beiden Qualifikationsdurchgängen sicherte sich Fisichella seine zweite Pole-Position mit einer Zeit von 3:01,460 Minuten vor Trulli und Webber.

### Rennen
Beim Start sorgte Räikkänen für einen Abbruch, da er sein Auto abwürgte. Während der Finne gezwungen war, aus der Box zu starten, wurde eine neue Einführungsrunde gefahren, die das Rennen um eine Runde verkürzte.
Beim zweiten Start behielten Fisichella und Trulli ihre jeweiligen Positionen, während hinter ihnen der Australier Webber von Coulthard überholt wurde, der einen hervorragenden Start hatte, der es ihm ermöglichte, drei Positionen gutzumachen. In der 16. Runde musste Rookie Albers wegen eines Problems mit seinem Auto aufgeben. Fisichella führte das Rennen weiterhin bis zum ersten Boxenstopp an. Nachdem Fisichella an die Box fuhr, übernahm Barrichello kurzzeitig die Führung, einige Sekunden dahinter folgte Alonso. Die beiden stoppten dann in derselben Runde und ermöglichten so Fisichella, wieder an die Spitze zu gelangen. Allerdings schien der spanische Fahrer mehr Kraftstoff verbraucht zu haben als Barrichello, da er viel langsamer fuhr als der Brasilianer.
Am Ende der 42. Runde hielt Michael Schumacher zum Tanken an und kam vor seinem Landsmann Heidfeld zurück auf die Strecke. In der Whiteford-Kurve schloss sich der Williams-Fahrer dem Ferrari-Fahrer an und versuchte ihn zu überholen, aber Michael Schumacher zwang ihn auf den Rasen. Heidfeld konnte sein Auto nicht mehr kontrollieren und kam mit dem Ferrari in Kontakt, wodurch beide aufgeben mussten. Es war die letzte nennenswerte Aktion des Rennens, welches Fisichella für sich entschied. Barrichello und sein Teamkollegen Alonso folgten. Für Fisichella war es der zweite Sieg in der Formel-1-Weltmeisterschaft. Enttäuschend verlief das Rennen für Trulli, der nach einem perfekten Qualifying aufgrund einer falschen Strategie fast eine halbe Minute von den Punkten entfernt ins Ziel kam. Für Renault war es die erste schnellste Runde als Ingenieur seit dem Großen Preis von Kanada 2003. Die restlichen Punkteplatzierungen belegten Coulthard, Webber, Montoya, Christian Klien und Räikkönen.
In der Fahrerwertung entsprach das Endergebnis dem WM-Stand. In der Konstrukteurswertung führte Renault vor Ferrari und Red Bull.

## Meldeliste
| Team                       | Nr. | Fahrer               | Chassis        | Motor                 | Reifen |
| -------------------------- | --- | -------------------- | -------------- | --------------------- | ------ |
| Scuderia Ferrari Marlboro  | 01  | Michael Schumacher   | Ferrari F2004M | Ferrari 3.0 V10       | B      |
| Scuderia Ferrari Marlboro  | 02  | Rubens Barrichello   | Ferrari F2004M | Ferrari 3.0 V10       | B      |
| Lucky Strike BAR Honda     | 03  | Jenson Button        | BAR 007        | Honda 3.0 V10         | M      |
| Lucky Strike BAR Honda     | 04  | Takuma Satō          | BAR 007        | Honda 3.0 V10         | M      |
| Mild Seven Renault F1 Team | 05  | Fernando Alonso      | Renault R25    | Renault 3.0 V10       | M      |
| Mild Seven Renault F1 Team | 06  | Giancarlo Fisichella | Renault R25    | Renault 3.0 V10       | M      |
| BMW-Williams F1 Team       | 07  | Mark Webber          | Williams FW27  | BMW 3.0 V10           | M      |
| BMW-Williams F1 Team       | 08  | Nick Heidfeld        | Williams FW27  | BMW 3.0 V10           | M      |
| West McLaren-Mercedes      | 09  | Kimi Räikkönen       | McLaren MP4-20 | Mercedes-Benz 3.0 V10 | M      |
| West McLaren-Mercedes      | 10  | Juan Pablo Montoya   | McLaren MP4-20 | Mercedes-Benz 3.0 V10 | M      |
| West McLaren-Mercedes      | 35  | Pedro de la Rosa     | McLaren MP4-20 | Mercedes-Benz 3.0 V10 | M      |
| Sauber Petronas            | 11  | Jacques Villeneuve   | Sauber C24     | Petronas 3.0 V10      | M      |
| Sauber Petronas            | 12  | Felipe Massa         | Sauber C24     | Petronas 3.0 V10      | M      |
| Red Bull Racing            | 14  | David Coulthard      | Red Bull RB1   | Cosworth 3.0 V10      | M      |
| Red Bull Racing            | 15  | Christian Klien      | Red Bull RB1   | Cosworth 3.0 V10      | M      |
| Red Bull Racing            | 37  | Vitantonio Liuzzi    | Red Bull RB1   | Cosworth 3.0 V10      | M      |
| Panasonic Toyota Racing    | 16  | Jarno Trulli         | ToyotaTF105    | Toyota 3.0 V10        | M      |
| Panasonic Toyota Racing    | 17  | Ralf Schumacher      | ToyotaTF105    | Toyota 3.0 V10        | M      |
| Panasonic Toyota Racing    | 38  | Ricardo Zonta        | ToyotaTF105    | Toyota 3.0 V10        | M      |
| Jordan Grand Prix          | 18  | Tiago Monteiro       | Jordan EJ15    | Toyota 3.0 V10        | B      |
| Jordan Grand Prix          | 19  | Narain Karthikeyan   | Jordan EJ15    | Toyota 3.0 V10        | B      |
| Jordan Grand Prix          | 39  | Robert Doornbos      | Jordan EJ15    | Toyota 3.0 V10        | B      |
| Minardi F1 Team            | 20  | Patrick Friesacher   | Minardi PS04B  | Cosworth 3.0 V10      | B      |
| Minardi F1 Team            | 21  | Christijan Albers    | Minardi PS04B  | Cosworth 3.0 V10      | B      |

Anmerkungen
1. 1 2 3 4  Nahm nur am Freitagstraining teil.

## Klassifikationen

### Qualifying
| Pos. | Fahrer               | Konstrukteur      | Q1         | Q2         | Gesamt   | Start |
| ---- | -------------------- | ----------------- | ---------- | ---------- | -------- | ----- |
| 01   | Giancarlo Fisichella | Renault           | 1:33,171   | 1:28,289   | 3:01,460 | 01    |
| 02   | Jarno Trulli         | Toyota            | 1:35,270   | 1:29,159   | 3:04,429 | 02    |
| 03   | Mark Webber          | Williams-BMW      | 1:36,717   | 1:28,279   | 3:04,996 | 03    |
| 04   | Jacques Villeneuve   | Sauber-Petronas   | 1:36,984   | 1:29,862   | 3:06,846 | 04    |
| 05   | David Coulthard      | Red Bull-Cosworth | 1:38,320   | 1:28,892   | 3:07,212 | 05    |
| 06   | Christian Klien      | Red Bull-Cosworth | 1:37,486   | 1:29,991   | 3:07,477 | 06    |
| 07   | Nick Heidfeld        | Williams-BMW      | 1:39,717   | 1:29,413   | 3:09,130 | 07    |
| 08   | Jenson Button        | BAR-Honda         | 1:41,512   | 1:30,616   | 3:12,128 | 08    |
| 09   | Juan Pablo Montoya   | McLaren-Mercedes  | 1:45,325   | 1:29,320   | 3:14,645 | 09    |
| 10   | Kimi Räikkönen       | McLaren-Mercedes  | 1:44,997   | 1:30,561   | 3:15,558 | 10    |
| 11   | Rubens Barrichello   | Ferrari           | 1:45,481   | 1:31,341   | 3:16,822 | 11    |
| 12   | Narain Karthikeyan   | Jordan-Toyota     | 1:44,357   | 1:32,735   | 3:17,092 | 12    |
| 13   | Fernando Alonso      | Renault           | 1:47,708   | 1:29,758   | 3:17,466 | 13    |
| 14   | Tiago Monteiro       | Jordan-Toyota     | 1:46,846   | 1:33,483   | 3:20,329 | 14    |
| 15   | Ralf Schumacher      | Toyota            | 1:51,495   | 1:31,222   | 3:22,717 | 15    |
| 16   | Patrick Friesacher   | Minardi-Cosworth  | 1:50,864   | 1:37,499   | 3:28,363 | 16    |
| 17   | Christijan Albers    | Minardi-Cosworth  | keine Zeit | keine Zeit | –        | 17    |
| 18   | Felipe Massa         | Sauber-Petronas   | keine Zeit | keine Zeit | –        | 18    |
| 19   | Michael Schumacher   | Ferrari           | keine Zeit | keine Zeit | –        | 19    |
| 20   | Takuma Satō          | BAR-Honda         | keine Zeit | keine Zeit | –        | 20    |

Anmerkungen
1. 1 2 3 4  Albers, Massa, Michael Schumacher und Satō wurde erlaubt zu starten, da sie im freien Training ausreichend schnell fuhren.

### Rennen
| Pos. | Fahrer               | Konstrukteur      | Runden | Stopps | Zeit        | Start | Schnellste Runde |
| ---- | -------------------- | ----------------- | ------ | ------ | ----------- | ----- | ---------------- |
| 01   | Giancarlo Fisichella | Renault           | 57     | 2      | 1:24:17,336 | 01    | 1:25,683 (55.)   |
| 02   | Rubens Barrichello   | Ferrari           | 57     | 2      | + 5,553     | 11    | 1:26,233 (54.)   |
| 03   | Fernando Alonso      | Renault           | 57     | 2      | + 6,712     | 13    | 1:25,683 (24.)   |
| 04   | David Coulthard      | Red Bull-Cosworth | 57     | 2      | + 16,131    | 05    | 1:26,690 (40.)   |
| 05   | Mark Webber          | Williams-BMW      | 57     | 2      | + 16,908    | 03    | 1:26,493 (37.)   |
| 06   | Juan Pablo Montoya   | McLaren-Mercedes  | 57     | 2      | + 35,033    | 09    | 1:26,393 (41.)   |
| 07   | Christian Klien      | Red Bull-Cosworth | 57     | 2      | + 38,997    | 06    | 1:26,627 (39.)   |
| 08   | Kimi Räikkönen       | McLaren-Mercedes  | 57     | 2      | + 39,633    | 10    | 1:26,255 (55.)   |
| 09   | Jarno Trulli         | Toyota            | 57     | 2      | + 1:03,108  | 02    | 1:27,116 (56.)   |
| 10   | Felipe Massa         | Sauber-Petronas   | 57     | 1      | + 1:04,393  | 18    | 1:26,893 (55.)   |
| 11   | Jenson Button        | BAR-Honda         | 57     | 2      | + 1 Runde   | 08    | 1:26,260 (55.)   |
| 12   | Ralf Schumacher      | Toyota            | 56     | 3      | + 1 Runde   | 15    | 1:26,536 (56.)   |
| 13   | Jacques Villeneuve   | Sauber-Petronas   | 56     | 2      | + 1 Runde   | 04    | 1:27,745 (54.)   |
| 14   | Takuma Satō          | BAR-Honda         | 55     | 2      | + 2 Runden  | 20    | 1:27,877 (36.)   |
| 15   | Narain Karthikeyan   | Jordan-Toyota     | 55     | 2      | + 2 Runden  | 12    | 1:27,970 (36.)   |
| 16   | Tiago Monteiro       | Jordan-Toyota     | 55     | 2      | + 2 Runden  | 14    | 1:28,999 (16.)   |
| 17   | Patrick Friesacher   | Minardi-Cosworth  | 53     | 2      | + 4 Runden  | 16    | 1:32,852 (32.)   |
| –    | Nick Heidfeld        | Williams-BMW      | 42     | 1      | DNF         | 07    | 1:26,854 (38.)   |
| –    | Michael Schumacher   | Ferrari           | 42     | 2      | DNF         | 19    | 1:26,261 (38.)   |
| –    | Christijan Albers    | Minardi-Cosworth  | 15     | 0      | DNF         | 17    | 1:33,144 (11.)   |

## WM-Stände nach dem Rennen
Die ersten acht des Rennens bekamen 10, 8, 6, 5, 4, 3, 2 bzw. 1 Punkt(e).

### Fahrerwertung
| Pos. | Fahrer               | Konstrukteur      | Punkte |
| ---- | -------------------- | ----------------- | ------ |
| 01   | Giancarlo Fisichella | Renault           | 10     |
| 02   | Rubens Barrichello   | Ferrari           | 8      |
| 03   | Fernando Alonso      | Renault           | 6      |
| 04   | David Coulthard      | Red Bull-Cosworth | 5      |
| 05   | Mark Webber          | Williams-BMW      | 4      |
| 06   | Juan Pablo Montoya   | McLaren-Mercedes  | 3      |
| 07   | Christian Klien      | Red Bull-Cosworth | 2      |
| 08   | Kimi Räikkönen       | McLaren-Mercedes  | 1      |
| 09   | Jarno Trulli         | Toyota            | 0      |
| 10   | Felipe Massa         | Sauber-Petronas   | 0      |

| Pos. | Fahrer             | Konstrukteur     | Punkte |
| ---- | ------------------ | ---------------- | ------ |
| 11   | Jenson Button      | BAR-Honda        | 0      |
| 12   | Ralf Schumacher    | Toyota           | 0      |
| 13   | Jacques Villeneuve | Sauber-Petronas  | 0      |
| 14   | Takuma Satō        | BAR-Honda        | 0      |
| 15   | Narain Karthikeyan | BAR-Honda        | 0      |
| 16   | Tiago Monteiro     | Jordan-Toyota    | 0      |
| 17   | Patrick Friesacher | Minardi-Cosworth | 0      |
| –    | Nick Heidfeld      | Williams-BMW     | 0      |
| –    | Michael Schumacher | Ferrari          | 0      |
| –    | Christijan Albers  | Minardi-Cosworth | 0      |

### Konstrukteurswertung
| Pos. | Konstrukteur      | Punkte |
| ---- | ----------------- | ------ |
| 01   | Renault           | 16     |
| 02   | Ferrari           | 8      |
| 03   | Red Bull-Cosworth | 7      |
| 04   | Williams-BMW      | 4      |
| 05   | McLaren-Mercedes  | 4      |

| Pos. | Konstrukteur     | Punkte |
| ---- | ---------------- | ------ |
| 06   | Toyota           | 0      |
| 07   | Sauber-Petronas  | 0      |
| 08   | BAR-Honda        | 0      |
| 09   | Jordan-Toyota    | 0      |
| 10   | Minardi-Cosworth | 0      |